# Puntería
«Puntería» (с исп. — «Цель») — сингл колумбийской певицы Шакиры записанный при участии американской хип-хоп исполнительницы Карди Би. Он был выпущен 22 марта 2024 года на лейбле Sony Latin в качестве шестого сингла из двенадцатого студийного альбома Шакиры Las mujeres ya no lloran (2024).

## Предыстория и релиз
15 февраля 2024 года Шакира анонсировала свой двенадцатый студийный альбом Las mujeres ya no lloran и сделала его доступным для предварительного заказа. 29 февраля она представила трек-лист альбома, куда вошла совместная песня с американской хип-хоп исполнительницей Карди Би под названием «Puntería». 16 марта Шакира поделилась кратким отрывком песни и видеоклипа на своём официальном канале в WhatsApp. Песня была выпущена 22 марта в качестве шестого сингла с пластинки и стала вступительным треком альбома. Версии альбома на виниле и компакт-дисках включают другую версию трека, в которой Карди Би поёт и читает рэп только на испанском языке, а не на испанском и английском языках как в оригинальной версии. «Виниловая версия» песни была включена в цифровые версии альбома в качестве заключительного трека.

## Запись и написание
Шакира и Карди Би впервые встретились во время Недели моды в Париже, на которой Карди лично выразила своё восхищение певицей и рассказала, что её сестра когда-то выиграла шоу талантов, исполнив одну из песен Шакиры. По словам Шакиры, она всегда хотела поработать с Карди Би, и для «Puntería» наконец-то появилась такая возможность. Работая над песней, Шакира подумала, что было бы здорово иметь на ней женщину-рэпера. Единственной исполнительницей, пришедшей ей на ум, была Карди Би, с которой она познакомилась в Париже. Шакира заявила: «Я и моя команда часто обсуждали идею пригласить кого-нибудь на эту песню. Я лично всегда представляла на ней только Карди. Я обратилась к ней и вот мы здесь». Карди Би сразу же согласилась принять участие в песне и вложить в неё всю себя, поскольку она всегда мечтала записать дуэт с Шакирой.

## Видеоклип
Видеоклип на «Puntería» был снят Ханной Люкс Дэвис и выпущен на официальном YouTube-канале Шакиры вместе с синглом 22 марта 2024 года.

## Отзывы
USA Today назвала «Puntería» «выдающимся треком в альбоме» и похвалила «нежную подачу» Шакиры и «фирменный пикантный рэп» Карди Би, назвав их «мощным дуэтом». Billboard назвал трек пятой лучшей песней в альбоме и высоко оценил «заразительную энергию и неоспоримую химию» между двумя артистками. Издание отметило, что слушатели точно оценят «лёгкую плавность» Шакиры, а также «безошибочную развязность плохой девчонки» Карди Би, которая, по их мнению, улучшила песню. Сьюзи Экспозито из Rolling Stone отметила, как Шакира «переходит сразу к делу с радио-конфеткой в стиле ню-диско», «исполняя серенаду подлому Купидону на испанском языке». Пабло Хиль из El Mundo охарактеризовал эту песню как «танцевальный и простой к восприятию» «эротический праздничный дуэт» и сказал, что «Шакира и Карди бьют точно в цель не используя ничего лишнего», также отметив «озорные куплеты» песни. Таня Гарсия из Variety охарактеризовала трек как «поп-песню в стиле ню-диско», обратив внимание на «игривые рэп-партии» Карди и подчеркнув, что «голос Шакиры в песне звучит очень сладко». Мария Порсель из El País размышляла о том, что «Puntería» — это «летняя попсовая песня, в которой Шакира, вероятно, граничит с самыми рискованными текстами за всю свою карьеру».

## Чарты
| Чарты (2024)                                | Высшая позиция |
| ------------------------------------------- | -------------- |
| Аргентина (Argentina Hot 100)               | 61             |
| Аргентина Airplay (Monitor Latino)          | 1              |
| Боливия (Monitor Latino)                    | 17             |
| Чили (Monitor Latino)                       | 5              |
| Колумбия (Billboard)                        | 14             |
| Доминиканская Республика (Monitor Latino)   | 3              |
| Эквадор (Monitor Latino)                    | 3              |
| Мир (Billboard Global 200)                  | 69             |
| Япония Hot Overseas (Billboard Japan)       | 16             |
| Новая Зеландия Hot Singles (RMNZ)           | 34             |
| Перу (Monitor Latino)                       | 10             |
| Россия (Tophit)                             | 86             |
| Испания (Productores de Música de España)   | 37             |
| Швейцария (Schweizer Hitparade)             | 62             |
| Великобритания (UK Singles Downloads Chart) | 76             |
| Великобритания UK Singles Sales (OCC)       | 81             |
| США (Billboard Hot 100)                     | 72             |
| США (Billboard Hot Latin Songs)             | 3              |
| США (Billboard Latin Airplay)               | 1              |
| США (Billboard Latin Pop Songs)             | 1              |
| США (Billboard Rhythmic)                    | 30             |

## История релиза
| Регион | Дата          | Формат                     | Лейбл      | Прим.  |
| ------ | ------------- | -------------------------- | ---------- | ------ |
| Мир    | 22 марта 2024 | цифровая загрузка стриминг | Sony Latin | [ 37 ] |
| Италия | 29 марта 2024 | AirPlay                    | Sony Italy | [ 38 ] |